# Orelsan et Gringe sont les Casseurs Flowters
Vous lisez un « bon article » labellisé en 2019.
Albums de Casseurs Flowters
Fantasy : Épisode 1
(2004) Comment c'est loin : L'Album du film
(2015)
Albums par Orelsan
Le Chant des sirènes
(2011) Comment c'est loin : L'Album du film
(2015)
Albums par Gringe
Comment c'est loin : L'Album du film
(2015)
Singles
1. Bloqué
Sortie : 2013
2. La Mort du disque
Sortie : 2013
3. Regarde comme il fait beau (dehors)
Sortie : 2013
4. Fais les backs
Sortie : 2014
5. Change de pote
Sortie : 2014
6. Des histoires à raconter
Sortie : 2014

Orelsan et Gringe sont les Casseurs Flowters est le premier album studio du groupe de rap français Casseurs Flowters composé d'Orelsan et de Gringe, sorti le 18 novembre 2013. Six singles sont issus de cet album, dont les principaux sont Bloqué, sorti en juillet 2013 pour lancer la promotion de l'album, et Des histoires à raconter en décembre 2014.
Après deux albums en solo et deux Victoires de la musique, Orelsan s'associe avec son ami Gringe pour sortir le premier disque du duo Casseurs Flowters. Il s'agit d'un album-concept : les dix-huit pistes de l'album se suivent dans un ordre chronologique, et résument une unité de temps débutant à 14 h 58 et se terminant à 6 h 16 le lendemain matin. L'album raconte le vécu de deux jeunes adultes à cheval sur deux journées, dans un style assimilable à un buddy movie adapté à la musique. Au fil des titres, Orelsan et Gringe racontent des moments anecdotiques qui cimentent toute l'histoire : un réveil compliqué en milieu d'après-midi (Regarde comme il fait beau (dehors)), des discussions banales entre amis à parler de beaucoup de choses à la fois (Deux connards dans un abribus), les soirées alcoolisées (Manger c'est tricher), l'ennui, la paresse (Bloqué), ou encore des discussions plus poussées sur la vie et sur leur avenir (Des histoires à raconter).
Orelsan et Gringe travaillent beaucoup les paroles, le flow et cette idée d'album-concept, au détriment de l'instrumental qui est épuré pour mettre en avant le dialogue et les textes. Malgré la renommée déjà forte d'Orelsan, cet album n'a pas pour objectif des ambitions commerciales démesurées selon les Casseurs Flowters mais relève plus de l'idée de se faire plaisir entre amis. Ce premier album en duo est accueilli très favorablement par la critique musicale, et est certifié disque de platine en 2018 avec plus de 100 000 exemplaires vendus.

## Contexte et genèse de l'album

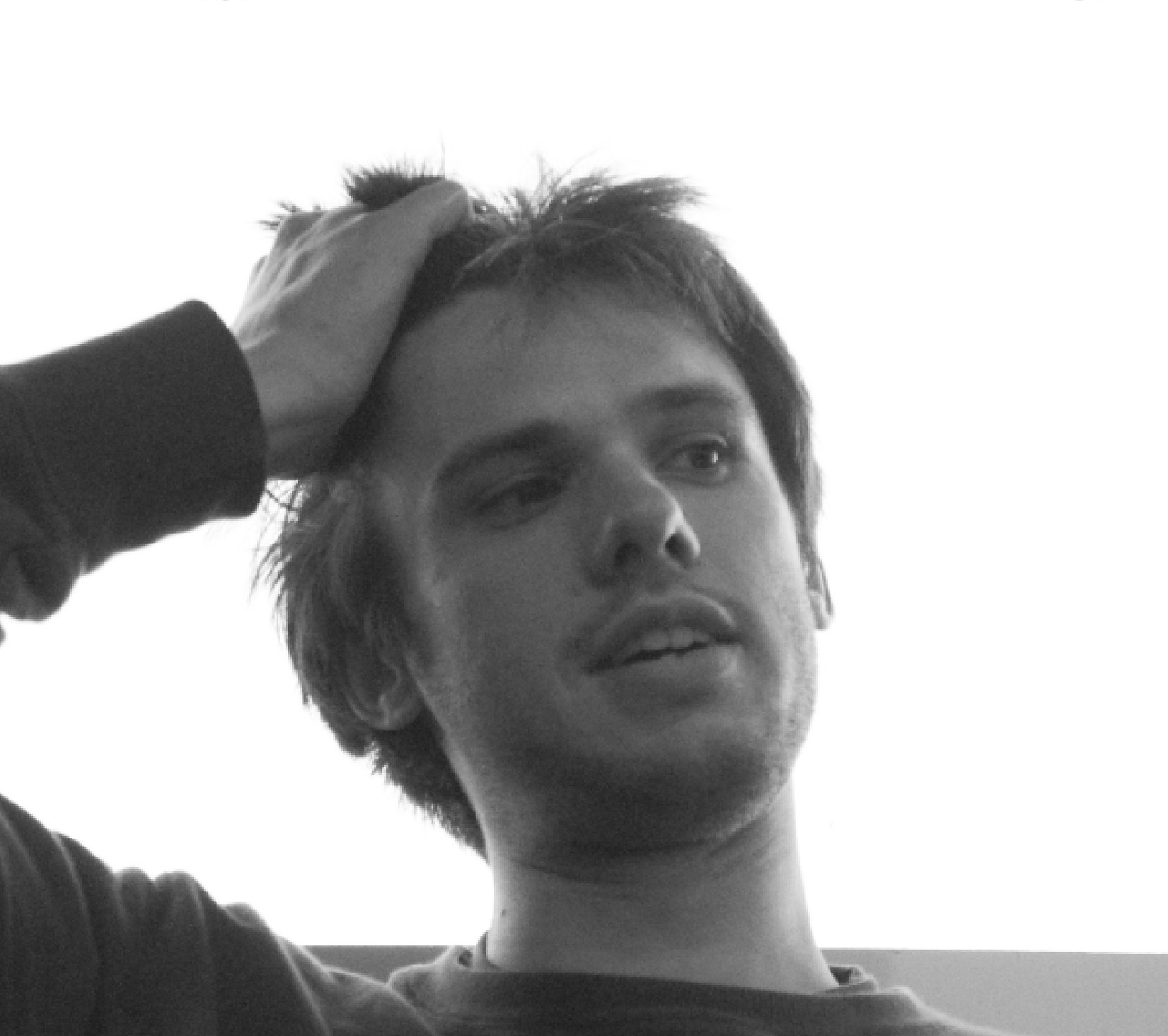
Orelsan se fait d'abord connaître en solo, découvrant le succès avec son album Le Chant des sirènes certifié disque de platine en 2011.

Orelsan et Gringe se rencontrent en 1999 quand ce dernier est stagiaire dans un magasin de skates, ; une grande amitié se noue entre les deux camarades qui passent beaucoup de temps ensemble, vivant en colocation pendant dix ans,. Ils décident de créer le duo de rap Casseurs Flowters en 2000,. Les Casseurs Flowters sortent en 2004 leur première mixtape, Fantasy : Épisode 1, un album aujourd'hui considéré comme « pas très fin », peu mature, et étant « tombé dans l'oubli »,. Orelsan finit par se professionnaliser dans le monde de la musique quand Gringe reprend les études de son côté. Les deux hommes font cependant plusieurs collaborations dans les années suivantes, comme Saint-Valentin qui est l'un des titres qui lance la carrière d'Orelsan en 2007, ou encore Entre bien et mal sur l'album Perdu d'avance.
En 2011, Orelsan recontacte Gringe pour faire un nouveau titre sur son album Le Chant des sirènes et raconte quelques années plus tard : « Avant que je lui propose de faire Ils sont cools en 2011, Gringe avait carrément arrêté le rap et on vivait chacun un peu de notre côté à Paris. On avait quand même gardé un peu contact, et j’ai réalisé que c’était dommage que l’on n’ait pas un titre ensemble comme sur le premier album ». Ils sont cools est un véritable succès, notamment grâce au clip qui apporte « une véritable plus-value » selon Orelsan. Ce single, accompagné d'un clip avec les deux rappeurs en superhéros, fait partie de ceux qui portent l'album d'Orelsan vers le succès. Cet album permet à Orelsan de remporter deux récompenses lors des Victoires de la musique 2012 : artiste révélation du public et meilleur album musiques urbaines.
En février 2013, il rappe sur le titre Sharingan de Maître Gims et termine son couplet en annonçant : « Orelsan, Casseurs Flowters, tu sais qui j'représente. / D'ailleurs j'retourne en studio, j'veux que notre album sorte en septembre. » En mai 2013, il annonce officiellement sur ses réseaux sociaux : « Dès que j'ai du neuf des Casseurs Flowters à vous faire écouter, je rebranche tout ça à fond. » et confirme être avec son ami Gringe en studio. Gringe accompagnant Orelsan en tournée de 2011 à 2013 sur plus de 150 dates, les deux rappeurs caennais décident de sortir leur premier album ensemble, treize ans après la création de leur groupe,.

## Caractéristiques de l'album

### Écriture et réalisation des chansons

#### Création du concept
Motivés par le succès du single Ils sont cools, les deux rappeurs décident de faire un véritable album, « sans vraiment savoir que ça [va] donner » et écrivent différents textes sur des sujets divers,. Orelsan déclare avoir « envie de [s]’aérer l’esprit, faire des trucs plus fun » que dans ses précédents albums. Gringe va dans son sens en soulignant le fait qu'ils « part[ent] du principe qu'[ils peuvent] se faire plaisir ». Les Casseurs Flowters, autoproclamés « binôme le moins productif du rap français » avec un album en treize ans, veulent conserver leur image de paresse, de jeunes adultes qui ne font rien de constructif de leur vie, tout en écrivant en parallèle quelque chose de qualité : « Faire un truc de branleur sans que ça fasse bâclé, c’est difficile ». Les deux rappeurs expriment leur désir de « ne pas faire un album « normal » parce qu'[ils] aime[nt] bien jouer des rôles, faire des morceaux marrants et casser les codes ». Ainsi, malgré de nombreuses touches d'humour présentes tout au long de l'album, les Casseurs Flowters, dont le « second degré est une marque de fabrique », se refusent à faire « du rap parodique » comme Michaël Youn, en préférant se concentrer sur le travail d'écriture, le concept de l'album, les paroles et le flow,.
Les deux rappeurs cherchent à raconter dans cet album toute leur période d'adolescence où ils vivaient en colocation, avec des amis arrivant à n'importe quelle heure chez eux,. Leur but est d'écrire sur le quotidien de base de cette période de leur vie : « Ce qui nous intéressait, c’était de parvenir à écrire sur cet immobilisme, sur ces journées où l’on ne fait rien mais où finalement il se passe plein de choses. Ces journées où on a des milliers de discussions qui ne servent à rien mais qui sont fondatrices de quelque chose. » Gringe insiste sur le fait que ce qui est raconté dans l'album était réellement leur vie : « Je me souviens de journées où je ne voyais pas le jour. À Caen, je passais beaucoup de temps chez Orel, il m'hébergeait comme beaucoup d'autres potes, on sortait beaucoup et quand je me réveillais il faisait déjà presque noir et les gamins commençaient à rentrer de l’école. » Pour articuler et structurer chacune des chansons et pour leur donner des contextes, les Casseurs Flowters décident de raconter une période continue à cheval sur deux journées, de 14 h 58 à 6 h 16 :

« Comme on raconte cette histoire, c’est un album à écouter d’une traite ; chaque morceau est une scène dans le film de cette journée-là… Bien sûr on peut écouter les morceaux séparément, mais ils ont plus de sens les uns après les autres. »

— Gringe en 2013 dans Libération.
Ce n'est qu'à la moitié de l'écriture des textes que les Casseurs Flowters se rendent compte qu'ils peuvent trouver un fil rouge et une chronologie entre les différentes chansons, et ainsi créer une histoire commune à tous ces titres,,. L'utilisation d'interludes entre les titres permet de contextualiser plus facilement des chansons comme Prends des pièces ou Change de pote. Gringe souligne le fait que « les interludes sont le ciment de l’album ».
Ce type d'album-concept est assez rare en France, mais se retrouve fréquemment aux États-Unis ou au Royaume-Uni, comme avec A Grand Don't Come for Free de The Streets en 2004, ou encore différents disques d'OutKast. Pour RFI, Olivier Cachin explique en 2014 que le fait de réaliser des interludes en forme de sketches entre les différentes chansons, rappelle le premier disque des rappeurs américains De La Soul, 3 Feet High and Rising en 1989. Orelsan considère pour sa part que cet album ne ressemble à rien qui ait déjà été réalisé dans le milieu du rap francophone, mais il effectue un rapprochement avec les premiers titres d'IAM du début des années 1990, avec beaucoup de blagues, comme Attentat ou Harley Davidson. Pierre Siankowski, dans Les Inrockuptibles, effectue également le parallèle avec IAM mais aussi avec NTM en France, ou encore à Dr Octagon et Prince Paul pour A Prince Among Thieves aux États-Unis.
Les Casseurs Flowters expliquent avoir passé dix mois en studio entre décembre 2012 et octobre 2013, quelques semaines avant la sortie de l'album en novembre, et passent donc très rapidement de la création à la promotion de leur disque.

#### Une sorte debuddy moviemusical
Gringe explique à Libération avoir voulu faire « l'équivalent musical d'un buddy movie », en suivant l'histoire de deux amis et les événements qu'ils vivent en une journée, ici, « des récits de potes désœuvrés dans lesquels ils ne se passent pas grand chose ». Il déclare adorer les films qu'Orelsan lui a fait découvrir comme Clerks ou Mallrats du réalisateur Kevin Smith, ou encore L'Excellente Aventure de Bill et Ted de Stephen Herek avec ces genres de héros, ou même des films français comme Les Valseuses et Les Bronzés. Gringe effectue un parallèle : « C'est ce genre de films où il n'y a pas énormément d'action, mais où les dialogues sont bossés et qui dégagent une vraie atmosphère »,. Dans Les Inrockuptibles, Pierre Siankowski présente Orelsan et Gringe comme une « version hip-hop et caennaise de Jay et Silent Bob — le duo de losers magnifiques du réalisateur américain Kevin Smith ».
Orelsan précise que certains textes très visuels, comme la discussion entre Gringe et lui dans Deux connards dans un abribus, pourraient potentiellement être plus intéressants avec un format vidéo comme dans un film plutôt qu'avec un format audio comme dans un album de musique. Il déclare également que tous les morceaux pourraient être adaptés en clip : les chansons sont très descriptives et ressemblent parfois à des scènes de films mais il se demande ce qu'il pourrait « montrer de plus dans le clip » par rapport au texte d'origine.

#### Textes, rythmes et musique
Gringe et Orelsan ont deux styles de rap différents de par leurs origines : Gringe venant de Cergy, écoute beaucoup de rap parisien très rythmé alors qu'Orelsan est plutôt adepte de rap américain, préférant faire des instrus, de l'improvisation avec peu de rimes : « Du coup en mélangeant nos deux mondes, on s'est retrouvés sur ce truc, un peu rigolo, certes, mais qui reste du rap ». Dans cet album, les textes ont parfois un langage assez cru, au point que, sur iTunes, l'album comporte un avertissement parental pour paroles explicites. Sur ce sujet, Orelsan estime que les jeunes peuvent écouter ce disque à partir de quinze ans globalement, mais qu'il ne le recommande pas en dessous de cet âge. Comme dans ses précédents albums solo, Orelsan utilise sa voix particulière presque nasillarde, pour rapper son texte. Gringe, de son côté, se distingue par ses « phrases bien senties et une voix bien plus grave » que son ami.
C'est Skread, coproducteur avec Ablaye, qui compose la plupart des musiques de l'album,. Les instrumentales de l'album entier sont considérées comme « originales » et « minimalistes ». Orelsan justifie ce choix pour laisser la place aux paroles et aux dialogues, au détriment des refrains,. La partie instrumentale est surtout basée sur le rythme, pour mieux mettre en avant les paroles. Il ajoute que le coproducteur et compositeur Skread devait parfois « déproduire de nombreuses productions » pour mieux coller à l'ensemble des morceaux avec l'aide des deux rappeurs, et qu'il s'agissait d'un « vrai challenge de mise en valeur des paroles ». Il fait remarquer que « ça peut être un peu frustrant pour quelqu'un comme Skread qui a beaucoup travaillé sur les sons ». Gringe souligne le fait que l'instrumental est directement au service du sens parfois absurde des paroles : « Notre ping-pong verbal prend plusieurs formes avec des assonances qui sont le fruit d'une recherche poussée vers l'absurde », sans toutefois tomber dans le parodique comme Fatal Bazooka. Le journaliste Thomas Toussaint s'attarde sur cette partie instrumentale : « l’inspiration est du côté des jeux vidéos 8-bit et des mangas si chers à Orelsan », tout en soulignant le fait que les productions de Skread « restent dans la lignée de ses précédentes sur Le Chant des sirènes ». Toussaint conclut son analyse musicale en soulignant à son tour l'importance des dialogues et des paroles : « [Ces productions] sont prenantes, et s’accordent parfaitement avec l’échange entre les deux rappeurs, point central de l’album ».
Cet opus se distingue également par les participations de deux artistes féminines : Izïa Higelin sur les titres Regarde comme il fait beau (dehors) et Change de pote, et Mai Lan, également sur Change de pote. Orelsan détaille ces collaborations en expliquant que les deux chanteuses sont des amies : « J'ai rencontré Izïa en festival, et on passe pas mal de temps ensemble ». et rappelle avoir écrit la chanson Les Huîtres pour Mai Lan, avec qui il « s'entend vraiment bien ».

#### Explication des titres

##### DeOpeningàCouplet de Claude
La première piste de l'album, Casseurs Flowters Opening, est directement inspirée des OST des anime japonais. Les deux rappeurs y présentent notamment le concept de l'album : « Passe un jour avec eux sur la terre : ils font de la musique, ils trainent entre potes, et tous les jours de la semaine sont les mêmes. » Mote Aoki, ami japonais d'Orelsan, chante dans sa langue natale : « Fainéantise, déchéance, aucune remise en question, bienvenue dans les aventures des Casseurs Flowters, ils avaient une journée pour faire un single, c’était sans compter sur leurs mauvaises influences ». Ce titre est suivi par Regarde comme il fait beau (dehors), avec une partie instrumentale réalisée par Fred Savio, compositeur d'un des plus grands succès d'Orelsan : La Terre est ronde. Il propose tout d'abord une mélodie avec une chorale africaine, n'ayant pas beaucoup de rapport avec les paroles déjà écrites par les Casseurs Flowters. Ces derniers réarrangent le morceau et l'utilisent en tant que sample comme s'il était issu d'« une émission pour enfants ». Orelsan raconte que cette version est encore différente de la version définitive : « À la base c’est moi qui chantais [ce sample], ça ne nous plaisait pas trop et Izia est passée au studio et on lui a demandé de le chanter ». Pour Stupide ¡ Stupide ¡ Stupide ¡, Gringe décrit simplement : « On est sur des dialogues de surface, des blagues potaches entre potes ».

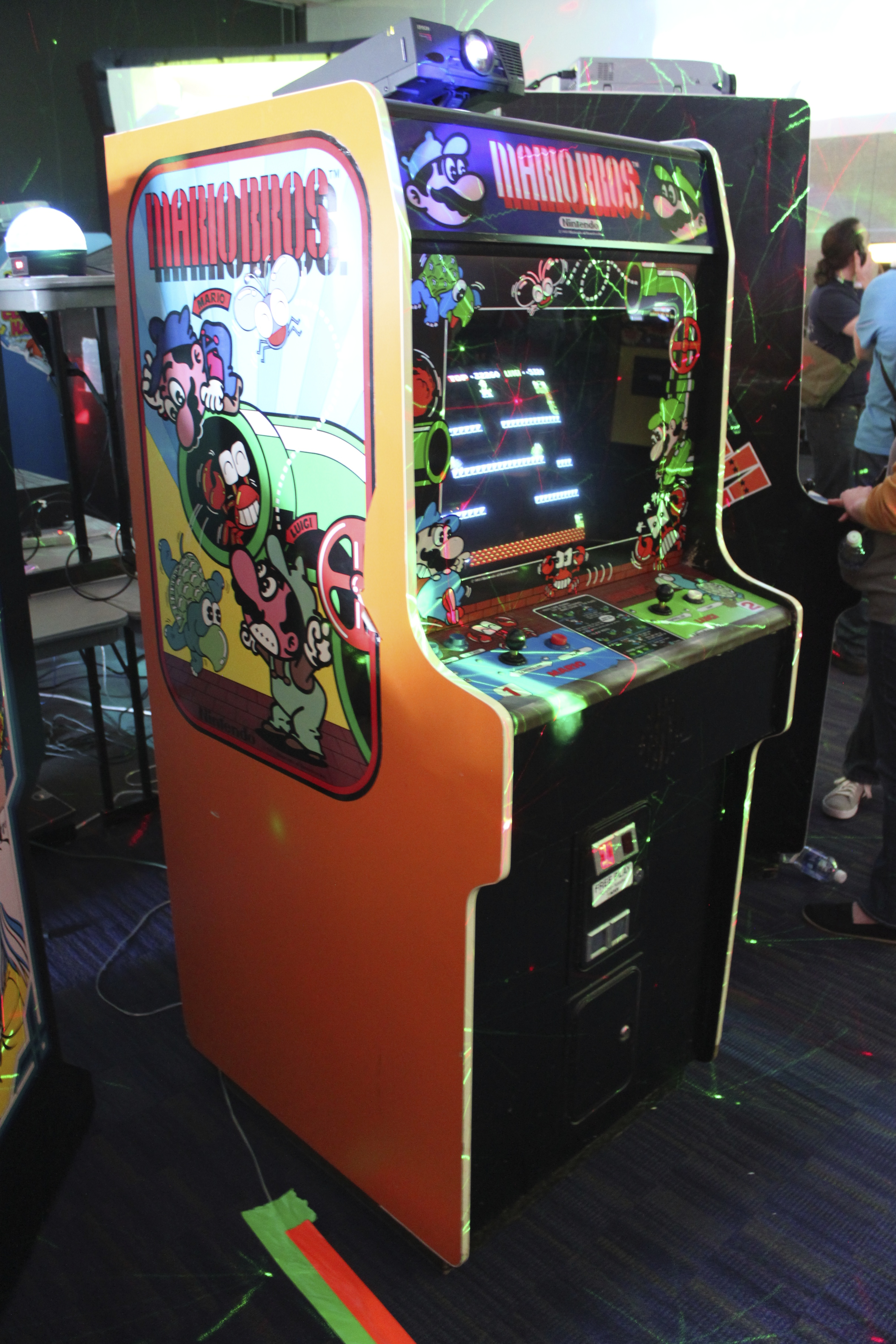
La chanson Prends des pièces est directement inspirée des jeux vidéos comme Mario Bros. par sa musique et ses paroles.

Dans Deux connards dans un abribus, Orelsan suggère que le plus dur à faire était de « mettre en valeur le texte », et qu'il s'agit d'un véritable « exercice de style » qui consiste en un « dialogue improbable ponctué de rimes délectables » entre deux amis,,. Pour cela, les deux rappeurs ont besoin d'une « instru vraiment minimaliste » pour mieux coller au texte et au vocabulaire. Sur Prends des pièces, Gringe parle d'un texte « autobiographique » et qui possède « le moyen de parler à une génération qui a enchainé tous les petits jobs alimentaires possibles »,,. Orelsan explique que lui et son acolyte ont souvent enchaîné les « petits tafs comme ça sur une période de dix ans » à leurs débuts en commençant le rap. Ils y effectuent une comparaison avec les jeux vidéos où le héros court et amasse des pièces pendant son parcours. La partie instrumentale est basée sur une production du guitariste Eddie Purple, compositeur de musiques de jeux vidéos. Gringe explique l'importance de la musique sur ce titre : « On est dans des références générationnelles hyper marquées, genre Mario Bros. »
Pour Bloqué, les Casseurs Flowters écrivent un morceau « pour montrer qu'on avait un délire particulier ». En s'inspirant du grime anglais, ils reprennent les mêmes mots pour les rimes : « Chez les beaux-parents, j'me tiens à carreau / J'ai mis ma plus belle chemise à carreaux / T'as remporté la main avec un 9 de carreau / Tu vois pas à deux mètres, t'as d'la buée sur les carreaux »,. Orelsan explique vouloir prendre les envies du public à contrepied : « On sait qu’une partie du public s’attendait à ce qu’on kicke des punchlines et on s’est dit qu’on allait en sortir un sans rimes, sans punchlines et avec un BPM qu’ils n’allaient pas kiffer. Pour voir ce que ça fait ».
Avec La Mort du disque et son clip totalement « fou », les Casseurs Flowters détruisent des CD avec violence, critiquant à leur manière la faiblesse de musiques actuelles populaires, sans jamais nommer les artistes visés. Si la manière de faire surprend, les deux rappeurs expliquent vouloir « aller vite, ne rien s’interdire et voir ce qui se passe ». Au morceau suivant, Dans la place pour être, Orelsan et Gringe racontent leurs histoires de jeunesse quand Gringe vivait à Cergy et Orel à Alençon. Pour le titre, ce dernier expliquement simplement avoir « traduit l’expression « in the place to be ». C’est souvent un truc qu’on fait entre nous, traduire de l’anglais de façon dégueulasse ». Si les deux rappeurs évoquent leur jeunesse et leur adolescence, ils ne racontent pas leur première rencontre entre eux, préférant « vouloir conserver ce mystère là ». Avec Fais les backs, Orelsan et Gringe parlent de leur univers de rap et de musique dans leur titre : « Un soir dans un bar un pote nous dit d’aller chanter et je lui dis que j’y vais s'il fait les backs (accompagnement musical). Ça fait partie de notre univers, ça parle aussi des seconds couteaux, tout le monde est le Backer de quelqu’un ». Découpé comme une piste séparée sur iTunes, le morceau Couplet de Claude (Interlude) est contenu à la fin de Fais les backs dans la version CD.

##### DeLes Putes et moiàDes histoires à raconter
Sur le titre Les Putes et moi, les Casseurs Flowters pensent aux possibles conséquences de leur chanson pendant l'écriture. Ils déclarent avoir « envie de faire cette chanson depuis longtemps » et qu'elle était déjà prévue dans l'album Le Chant des sirènes,. Ils y parlent de prostitution de deux points de vue différents, l'un étant pour, et l'autre contre, mais « pas forcément pour de bonnes raisons », souligne Orelsan en riant. Ils refusent de mettre en avant un quelconque sous-texte ou un second degré de lecture, et déclarent être seulement là pour décrire une conversation « bas du front » entre deux amis qui ne se prennent pas la tête entre eux : « Ça fait partie de la vie, c’est intéressant à traiter, c’est tout ». Lors d'une interview à Olivier Cachin pour Metronews, Orelsan confirme cette position en déclarant : « On voit souvent des débats ultra manichéens sur le sujet, genre le droit des clients ou le droit des filles exploitées. On avait envie d’en parler d’une façon différente ». L'instrumental de Skread sur ce morceau est assez atypique dans un titre de rap, très « franchouillard, du genre Les P'tites Femmes de Pigalle » selon les deux compères. Orelsan précise avoir supprimé certaines phrases qui ne « passeraient pas à l'oral », modifié d'autres, mais refuse de parler de censure mais plutôt d'un simple « travail d'écriture ». Gringe insiste sur le fait que cette chanson n'a pas été écrite pour « créer la polémique ».

« De toute façon on fait ce qu'on veut dans nos chansons ! Même si ça énerve des gens et qu'on retourne au tribunal, personnellement ça ne me fait ni chaud ni froid. Je ne fais que ça depuis cinq ans, j'ai l'habitude… Bien sûr je préférerais qu'il n'y ait pas de polémique parce que c'est relou, mais je ne renoncerai pas à la musique que j'ai envie de faire. »

— Orelsan, déjà visé par des plusieurs procès à cause de certaines chansons ces dernières années, en 2013, à Libération.
Pour Johnny Galoche, les Casseurs Flowters imitent un chanteur de R&B voulant juste embrasser les filles. Gringe explique : « Orel avait imaginé un personnage à partir de moi qui disait bien aimer le jeu de séduction. Comme si un mec préférait embrasser une nana plutôt que de la baiser ». Avec Change de pote, ils parlent des disputes avec leur petite amie qui se sent négligée. En effet, les deux rappeurs sont avant tous amis dans la vie et expliquent que ce morceau est assez vrai : « on a eu des histoires d’amours et ça a toujours été dur de concilier nos vies de potes avec nos vies perso. C’est un morceau archi légitime, il y a des vérités ». Sur Manger c'est tricher, Orelsan et Gringe se mettent en scène dans une soirée beaucoup trop alcoolisée : « Le concept c’est de se détruire au maximum. Sans manger, sans éponger »,. Il s'agit de l'une des deux chansons composées par Orelsan avec La mort du disque. Ce dernier avoue avoir eu envie de « faire une vraie chanson sur l'alcool » en « en parlant à [sa] façon ». Gringe explicite le titre du morceau : « Le titre vient d’une citation du petit frère d’un ami à nous qui était venu nous voir en concert un soir. [...] il voulait se terminer dans un bar à côté de la salle. L’expression est tellement imagée ». Pour Greenje et Orselane, les deux rappeurs expliquent comment est née l'idée de ces noms : « La déformation des noms, c’est notre idée. Gringe tout le monde l’appelle Greenje tout le temps, c’est pour ça qu’il a fait tout le couplet là-dessus. Un délire entre nous. Moi aussi on déforme mon nom, des Orselane j’en ai eu dans des émissions télé ». Les deux rappeurs félicitent Redouanne Harjane pour son intervention où il les interpellent et écorchent leurs noms : « La seule ligne directrice qu’il avait, c’est « T’arrive, tu nous fais chier ». Il l’a fait comme ça, en pure impro. Il est super fort. [...] Redouanne nous a filé une bonne impulsion avec ses improvisations ». Ils décrivent le morceau comme un « titre un peu bas du front que tu as envie d’écouter à trois heures du mat’ quand tu as un peu les nerfs ».
Dans le dernier morceau, Des histoires à raconter, Orelsan rappe « C'est nous les ringards de demain » en référence à « C'est nous le futur » dans RaelSan deux ans plus tôt,. Orelsan avoue ici sa peur de devenir ringard, de vieillir et développe : « À un moment, on nous a présentés comme des personnes qui symbolisaient la génération Y, avec Bref, Norman, etc. Et c’est le meilleur moyen d'être ringard très vite. Ça arrivera fatalement de toute façon. Ce n’est pas grave, mais il faut en avoir conscience. » Il ajoute vouloir faire attention aux mots employés, aux musiques pour ne pas être daté trop rapidement, sans non plus tomber dans une sorte de « jeunisme » exagéré : « On est encore légitimes dans ce discours [de jeunes adultes], même si on est un peu plus rangés ». Cet ultime titre se montre beaucoup plus personnel et mélancolique que les précédents. Orelsan compare ça à d'autres artiste de rap comme Sniper ou LIM : « Même Sniper ou LIM fait ça, un morceau intime en fin d’album. Un morceau introspectif traditionnel. Nous on voit ce disque comme un album traditionnel de rap français d’il y a dix, quinze ans ». Sur une musique beaucoup moins entraînante et dansante que les autres morceaux, les Casseurs Flowters rappent un morceau plus sérieux et premier degré,. Gringe évoque que ce titre représente bien « l’heure des discussions existentielles où on refait le monde. On l’a fait des centaines de fois, c’est imparable. C’est le tableau final », Orelsan ajoutant : « C’est vrai que quand tu rentres à cinq heures du mat’ après avoir rien foutu de la journée et qu’il y a de la merde à la télé, tu as un bon coup de déprime ». Le journaliste Charles Crost décrit ce titre ainsi : « les Casseurs Flowters développent un propos dépressif autour de la vanité de la fête et de la stagnation. La paire doute d'elle-même ».
Enfin, dans la piste bonus Vizioz, Orelsan et Gringe rappent un morceau sans thème précis et basé sur l'egotrip, un type de rap assez peu utilisé dans le reste de l'album,.

### Thèmes

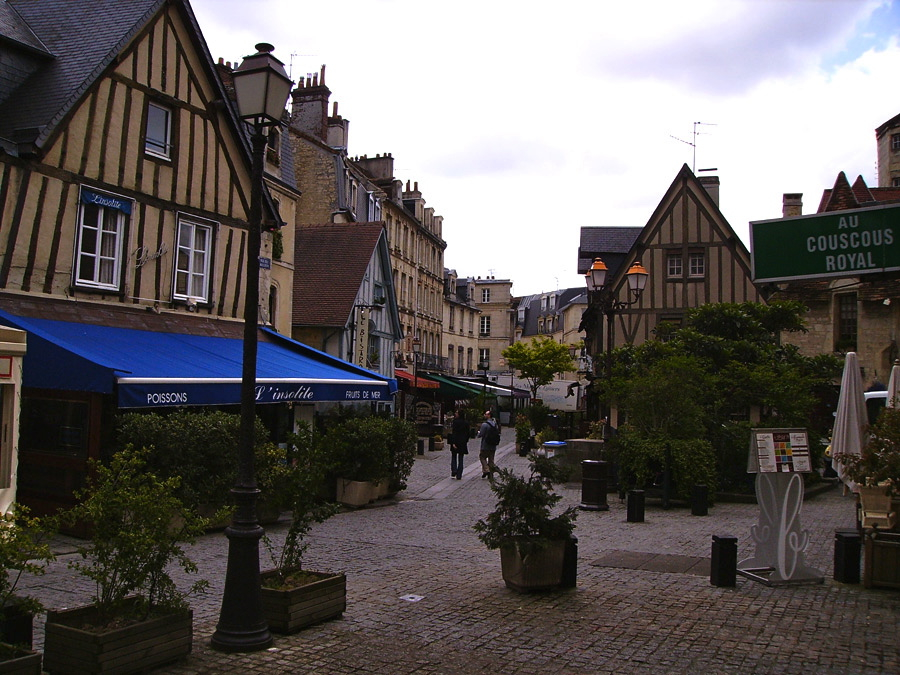
Certains titres de l'album parlent régulièrement de la ville de Caen où Orelsan et Gringe vivent.

Dans Libération, François-Luc Doyez décrit Orelsan et Gringe sont les Casseurs Flowters comme un « teen-movie qui décrit une journée-type des deux rappeurs, entre lose, ivresse et grand n’importe quoi ». Éric Mandel, pour Le Journal du dimanche, parle de « discuter de tout et de rien, chercher l'inspiration sous un abribus un jour férié, donner un concert dans un bar, s'engueuler avec leurs copines respectives… » Orelsan explique : « C’est une journée scénarisée durant laquelle il ne se passe absolument rien, avec tous nos amis qui jouent leur rôle ». Dans cette journée les mettant en scène, ils enchaînent discussions entre amis, passages chez les prostituées, soirée alcoolisée dans les rues de Caen, ennui, et la difficulté à écrire un single en une journée, en étant mis sous pression par leurs coproducteurs Ablaye et Skread. Ce dernier thème constitue le fil rouge et l'intrigue de l'histoire de l'album pour savoir si les deux rappeurs arriveront à se concentrer et écrire un single avant la fin de la journée. Charts in France résume : « Pratiquant le rap avec toujours autant d'autodérision, Orelsan et Gringe décryptent des phénomènes sociologiques majeurs, évoquant dans leurs titres une jeunesse désenchantée et des artistes qui ne parviennent plus à créer ».
Même si les sujets sont des thématiques d'adolescent et de jeune adulte, Orelsan suggère avoir beaucoup de choses à raconter sur tous ces moments de vie : « c’est une période de notre vie dans laquelle on est encore un peu, si on avait encore attendu, ça aurait été trop tard ». Ces thématiques de fête, de lose, de filles, de prostitution et d'alcool peuvent surprendre alors qu'ils sont trentenaires : Orelsan et Gringe expliquent que c'est une façon pour eux d'exprimer cette partie de leur vie qui a duré dix ans avec leur « bande de potes ». Gringe ajoute : « Il fallait qu'on immortalise cette décennie à faire de la merde ensemble. Après c'est ce sentiment de liberté qu'on a fait durer le plus possible (et qu'on aurait voulu continuer, même si on a maintenant 30 piges et que ce n'est plus possible de faire la même chose). »
Le Journal du dimanche ajoute que les Casseurs Flowters évoquent également des sujets plus sérieux « comme le chômage et les petits boulots avilissants, l'avenir incertain ou le débat sur la prostitution », la plupart du temps avec un regard décalé et humoristique. Gringe précise que ces thèmes et ce quotidien ont déjà été précédemment explorés dans d'autres arts : « Pour caricaturer, les dialogues rendent compte d'un quotidien que beaucoup ont déjà abordé que ce soit Bref. ou Norman fait des vidéos. Mais nous on le fait en rap. »
Orelsan profite d'être en duo avec Gringe pour parler de « thèmes un peu clichés » (l'alcool, les filles, les amis) qui seraient plus difficiles à aborder en solo. Les deux rappeurs utilisent leur amitié pour ne pas être « dans l'introspection qu'impose un album solo, mais plutôt une discussion de surface, de rigolade. Ça ne veut pas dire néanmoins qu'il y a moins de travail d'écriture ». Cette « discussion de surface » est notamment illustrée par les nombreux interludes parlés et mises en scène entre les différents titres,,.

## Promotion

### Singles, clips et réédition
Le premier extrait de l'album, Bloqué, sort le 3 juillet 2013 sur la chaîne YouTube Vevo des Casseurs Flowters qui créent leur page Facebook le même jour. L'humoriste Redouanne Harjane est présent dans le clip. Pour Charts in France, « les paroles de ce premier extrait sont assez bon enfant, mises en lumière par un clip assez drôle », constitué uniquement d'une succession de photos prises à Londres,. Le but de sortir ce morceau en tant que premier single de l'album est de « montrer qu’on avait un délire particulier ». L'accueil est mitigé et reçoit certaines critiques mais Orelsan et Gringe se défendent : « On sait qu’une partie du public s’attendait à ce qu’on kicke des punchlines, et on s’est dit qu’on allait en sortir un sans rimes, sans punchlines et avec un BPM qu’ils n’allaient pas kiffer. Pour voir ce que ça fait. [Ce morceau] a été conspué. On savait que ça pouvait être perçu comme une branlette. Les gens ont des cases dans leur tête, il ne faut pas dépasser un certain BPM, ils interprètent mal les choses parfois ». Bloqué atteint la 70e place du classement des ventes de single en France la semaine du 13 juillet 2013. En Belgique francophone, le titre ne parvient pas à entrer dans l'Ultratop 50 et figure à la 40e place de l'Ultratip Bubbling Under.
Le 24 septembre 2013, les deux rappeurs interprètent sur Skyrock le morceau Vizioz, futur titre bonus de l'album, sans en préciser le titre. Fin septembre, ils dévoilent également le titre de l'album Orelsan et Gringe sont les Casseurs Flowters et participent au concert Urban Peace au Stade de France,.
Le 4 novembre 2013, ils publient La Mort du disque sur YouTube, avec un clip « déjanté » où Orelsan et Gringe maltraitent un CD de multiples façons différentes. Le titre arrive en 56e position dans le classement des ventes de singles français de la semaine du 16 novembre. Le 12 novembre, quelques jours avant la sortie de l'album, les Casseurs Flowters dévoilent un troisième extrait Dans la place pour être, sans aucun clip cette fois. Ils dévoilent également la pochette et les différents titres des morceaux de l'album ce même mois. Dans la place pour être parvient à se classer en 36e place du classement des ventes du SNEP la semaine du 23 novembre et à la 43e place de l'Ultratip Bubbling Under wallon la semaine du 16,. Le 15 novembre 2013, ils postent une bande-annonce de l'album, avec plusieurs extraits des chansons, accompagnés d'extraits vidéos mettant en scène Orelsan et Gringe. La voix off de cette bande-annonce est celle de Richard Darbois,.
Après sa sortie, l'album est porté par le nouveau single sorti fin décembre Regarde comme il fait beau (dehors) avec un refrain chanté par la chanteuse de rock Izïa et un clip en plan-séquence où Orelsan et Gringe tentent de réaliser un single en trois minutes dans leur appartement insalubre à l'aide d'un jouet pour enfants ayant la voix d'Izïa,. Ce titre passe régulièrement dans les radios comme Skyrock. Les deux rappeurs décident d'organiser un jeu pour leurs fans : ces derniers reproduisent des extraits du clip et les envoient aux Casseurs Flowters qui réalisent ensuite un « autoclip » avec les différents extraits reçus, permettant aux auteurs des extraits les plus relayés sur les réseaux sociaux d'obtenir plusieurs prix (argent, tablette, éléments du clip original). Regarde comme il fait beau (dehors) culmine en France à la 58e place des ventes de singles la semaine du 15 février, et arrive en 3e position dans l'Ultratip Bubbling Under wallon de la même semaine,. En mars 2014, les Casseurs Flowters sortent le clip de Fais les backs, réalisé par David Tomaszewski, mélangeant des ambiances de jeux vidéos 3D et de manga,. En juin, ils publient le clip de Change de pote avec Izïa Higelin dans le rôle de la petite amie de Gringe, et Mai Lan dans celui de celle d'Orelsan,.
Enfin, en décembre 2014, ils dévoilent le dernier clip de l'album, Des histoires à raconter, titre beaucoup plus mélancolique et premier degré, portant un regard sur le passé et l'avenir en mettant en scène Orelsan et Gringe,. Le clip réalisé par Greg & Lio (Grégory Ohrel et Lionel Hirlé, réalisateurs du clip Niggas in Paris de Kanye West et Jay-Z) est salué par les critiques, utilisant notamment la technique du cinémagraphe,. Madmoizelle qualifie ce clip d'« époustouflant » : « Des histoires à raconter se traverse doucement, comme pour refléter la mélancolie qui se dégage de ce son. Ça faisait bien longtemps qu’on n’avait pas pris de claque visuelle et artistique aussi puissante : on a sans doute ici l’un des plus beaux clips de l’année ! » Le clip fait de nombreuses références cinématographiques avec Un jour sans fin, Retour vers le futur par des effets de transparence et par le bar des années 1950 à la fin, Fight Club avec un extrait du film, Inception avec la toupie noire qui tourne, ou encore Lucky Luke avec l'ombre désynchronisée de Gringe.
Le 7 décembre 2018, plus de cinq ans après la sortie de l'album, le label 7th Magnitude de Wagram Music sort une réédition en format vinyle.

### Tournée dans les bars et les festivals

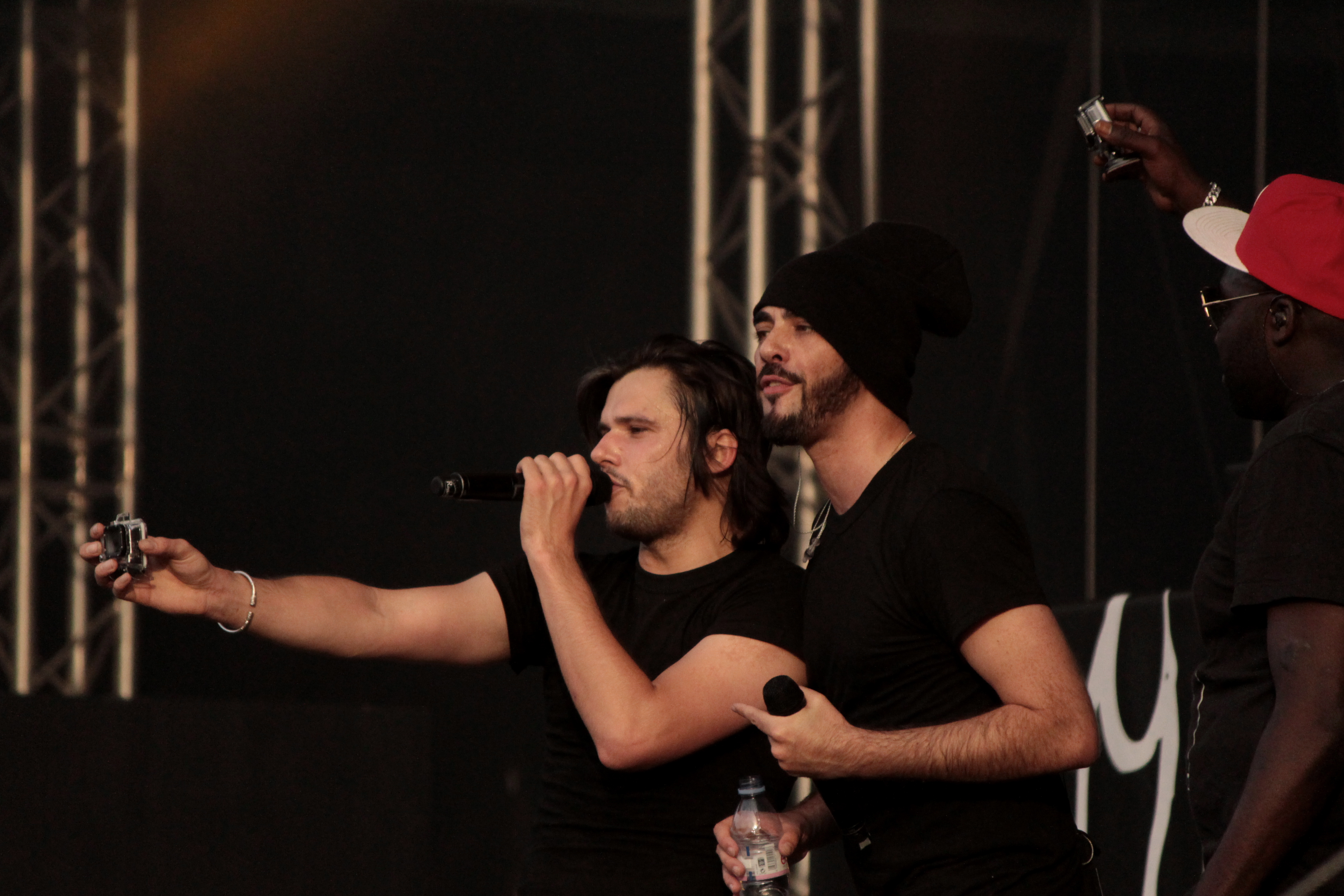
Les Casseurs Flowters (Orelsan à gauche et Gringe à droite) au Festival des Vieilles Charrues en juillet 2014.

Pendant les premiers mois suivant la sortie de l'album, les Casseurs Flowters jouent leurs titres seulement dans des boîtes de nuit, accompagnés de Skread et DJ Pone, devant un public nombreux : « Ça va bien avec l'album et puis ça nous fait bien marrer [...] On fait un peu n’importe quoi, on danse dans la foule, ça sent le Red Bull et le vieux whisky-Coca. On s’amuse, on prend du plaisir, on verra bien la suite,. »
En mai 2014, Orelsan et Gringe annoncent faire une tournée des festivals pendant l'été. À l'origine prévus sur une dizaine de festivals, ils en participent à une trentaine pendant l'été et sont l'un des groupes les plus programmés,. Ils commencent leur tournée le 5 juin à La Coopérative de mai, accompagnés notamment de DJ Pone, considérée comme une « référence en matière de scratchs ». En juin, ils participent notamment au Festival Art Rock de Saint-Brieuc qui accueille aussi Matthieu Chedid et Cats on Trees, où les Casseurs Flowters se distinguent en apportant le plus d'ambiance selon Ouest-France. Aux Arènes de Nîmes en juillet, les deux rappeurs doivent effectuer la première partie du concert de Wiz Khalifa qui est finalement annulé à cause des intempéries. Avec seulement cinq dates réalisées, ils sont invités aux Francofolies de La Rochelle à la mi-juillet,. Quelques jours plus tard, ils rappent au Festival des Vieilles Charrues. En août, ils sont également programmés au Cabaret Vert de Charleville-Mézières, puis au Couvre-feu à Corsept. Ils terminent leur tournée des festivals en plein air chez eux à Caen. Cependant, les festivals ne permettent pas aux Casseurs Flowters de recréer la même ambiance que dans leur album qui commentent : « On aimerait bien faire un concert avec plus de scénographie, un peu comme dans l’album. En festival, c’est plus compliqué, on a seulement une heure, on n’a pas le temps de planter le décor. » En contrepartie, Gringe explique à Ouest-France qu'en festival, « le décor est minimaliste mais le show est nerveux » et que la présence de DJ Pone les booste vraiment, tout en « gardant le côté déconne » des studios. Ils terminent la promotion de leur album sur scène en effectuant un vrai concert au Bataclan en octobre 2014. Les Casseurs Flowters annoncent que la prochaine étape après ce dernier concert est un nouvel album à venir, mais aussi qu'un troisième album studio d'Orelsan et un premier album solo de Gringe sont également en préparation qui sortent respectivement en 2015 (Comment c'est loin), 2017 (La fête est finie) et 2018 (Enfant lune),.
RFI décrit les prestations du duo de rappeurs sur scène : « Après des débuts hésitants, les Casseurs Flowters se lâchent et trouvent l’équivalent scénique de leur délire studio. » Le Journal du dimanche parle de son côté d'« une franche réussite transformée sur scène avec un show énergique et généreux ».

### Collaborations et récompenses
Fin décembre 2013, ils sont invités par le groupe américain Major Lazer à écrire une version française de leur titre Keep Cool en remplaçant Shaggy et en rappant aux côtés de Wynter Gordon. Le 31 janvier 2014, à l'occasion de la Chandeleur, Orelsan et Gringe participent à un épisode sur les crêpes de la mini-série Les Tutos de Jérôme Niel, diffusé au Grand Journal de Canal+,.
Finalistes du Prix Talents W9 en 2014, les Casseurs Flowters sont nommés au Prix de Meilleur artiste français de l'année aux MTV Europe Music Awards cette même année, aux côtés de Julien Doré, Tal, Christine and the Queens et Indila,, mais c'est finalement cette dernière qui est récompensée.

## Accueil

### Accueil critique
Les Inrockuptibles se montre très enthousiaste et positif sur le premier opus des Casseurs Flowters : « Les mauvaises langues diront que l’album de Casseurs Flowters est anecdotique dans la discographie d’Orelsan. Ils auront tort. Sur tous les titres, soutenus par des prods habiles, on retrouve des perles d’écriture, des ping-pongs de haute volée, un souffle dingue et un humour féroce. » LCI, est également positif envers cet album : « Un peu d'humour, des idées pour bricoler des clips déjantés : c'est la patte Casseurs Flowters [qui] signe l'album rap le plus "LOL" de cette fin d'année 2013. […] La paresse productive labellisée par les Casseurs Flowters, on dit oui. », faisant écho à la paresse des personnages de l'album, mais aussi au travail réalisé par les deux rappeurs. Aparté qualifie ce disque par le terme d'« ovni » de par sa construction comme un livre audio. Chaque titre étant lié à un autre pour faire une histoire globale se révèle positif pour le journaliste : « Le pari de faire un disque qui ne peut s’écouter et se comprendre que dans son intégralité s’avère toutefois payant tant […] on se surprend à aimer suivre ces deux potes. » Greenroom évoque « l'un des meilleurs disques de rap français de l'année ». Le site Internet apprécie particulièrement « la déferlante de punchlines simili-débiles et remarquablement bien troussées de Prends des pièces, le tout sur une instru 8-bit enthousiasmante ». et félicite « le niveau des textes, qui, en surface, paraissent insurmontables de fausse stupidité et de blagues potaches » qui cache en fait un « vrai boulot pour monter une sorte de film audio à la limite de la comédie façon Judd Apatow ».
Le Journal du dimanche ne tarit pas d'éloges non plus sur Orelsan et Gringe sont les Casseurs Flowters : « Cet opus inattendu et réjouissant se démarque du tout-venant de la production rap, trop souvent coincée entre apologie facile de la rue et combats d'ego stériles entre des MC bodybuildés. » Le site Un jour, une critique ou pas abonde dans ce sens en écrivant que les Casseurs Flowters « apportent une certaine fraicheur qu’il manquait au Hip-Hop actuel. » Le JDD parle également d'un « album concept parfaitement maîtrisé et drolatique, touchant aussi. ». L'hebdomadaire français souligne également : « Au fil de ces chansons écrites comme des courts métrages, le tandem renoue avec une vertu trop souvent oubliée dans le rap français : l'humour et l'autodérision au fil de textes inventifs et d'interludes hilarants. […] D'autant que derrière la rigolade potache, souvent trash et politiquement incorrecte, Orelsan et Gringe s'attaquent avec acuité à des sujets plus sérieux comme le chômage et les petits boulots avilissants, l'avenir incertain ou le débat sur la prostitution. »
Le journaliste Thomas Toussaint pour AnalyseThiz donne un avis un peu plus nuancé en déclarant que tout le monde ne peut pas se reconnaître dans les délires et les blagues des Casseurs Flowters mais écrit : « Au final, l’album compte plus de titres loufoques que de textes qui vous prennent direct au cœur. Malgré cela, le tout est bien senti. Les punchlines marchent, et l’ego trip d’Orelsan et Gringe se révèlent comme une bonne surprise. […] Orelsan et Gringe sont les Casseurs Flowters, c’est un peu un concept, plus proche de la blague malvenue que de l’art de rue. Il n’empêche que cet album, c’est du rap, et c’est bien le leur. » Le blog Goûte mes Disques est très mitigé, regrettant les nombreux ressorts comiques de l'album et les musiques « très moyennes de Skread, avec des sonorités ayant cinq ans de retard ». Higher Magazine critique également le trop grand nombre de « scènes comiques et de situations où les protagonistes font des « gags » et des « vannes salaces », considérant l'album comme « moyen et un peu répétitif » mais conclut : « on a une moitié de bons titres et une moitié de mauvais morceaux ».

### Accueil commercial
Gringe explique le but de l'album : « On n’a pas d’ambitions commerciales démesurées, juste envie de se faire plaisir et que les gens se reconnaissent dans ce qu’on raconte. Je trouve ça vaillant de la part d’Orel de remettre son titre en jeu après un album à succès qui a eu deux Victoires de la Musique, de tout mettre de côté pour un délire récréatif. » Malgré ces ambitions limitées, l'album fait un très bon démarrage avec 11 500 ventes en première semaine, et se place en huitième position des charts français, en première position pour un album de rap, et réalise la quatrième meilleure nouvelle entrée dans le classement devant ...IAM, mais derrière les albums de Garou, Étienne Daho ou Détroit,.
En janvier 2014, soit seulement deux mois après sa sortie, Orelsan et Gringe sont les Casseurs Flowters est certifié disque d'or, représentant l'équivalent de 50 000 exemplaires. Gringe exprime sa surprise quant à ce succès : « Ça dépasse nos espérances. On n'avait pas de prétention commerciale. […] Mais on a bénéficié du capital sympathie d'Orelsan. On prend les choses à contre-courant et des gens suivent le délire, aiment notre douzième degré. » Un an après la sortie de La Mort du disque, Orelsan et Gringe publient sur Instagram une vidéo d'eux détruisant leur disque d'or à coups de battes de baseball et de sauts dessus, en référence à leur single où ils martyrisent un CD.
Quelques années plus tard, le 24 janvier 2018, le succès du nouvel album solo d'Orelsan, La fête est finie, permet de doper les ventes des albums précédents du rappeur caennais, dont Orelsan et Gringe sont les Casseurs Flowters qui est certifié disque de platine, soit l'équivalent de 100 000 albums vendus en comptant les ventes numériques, physiques et en streaming,.

## Classements et certifications
| Classement (2013-2014)       | Meilleure position |
| ---------------------------- | ------------------ |
| Belgique (Wallonie Ultratop) | 29                 |
| France (SNEP)                | 8                  |
| France (SNEP Physique)       | 15                 |
| France (SNEP Téléchargement) | 3                  |
| Suisse (Schweizer Hitparade) | 40                 |
| Suisse (Charts Romandie)     | 11                 |

| Classement (2013) | Position |
| ----------------- | -------- |
| France (SNEP)     | 147      |

| Classement (2014)            | Position |
| ---------------------------- | -------- |
| Belgique (Wallonie Ultratop) | 182      |
| France (SNEP)                | 155      |

| Pays          | Certifications |
| ------------- | -------------- |
| France (SNEP) | Platine        |

## Fiche technique

### Liste des pistes
Toutes les chansons sont écrites et composées par Aurélien Cotentin (Orelsan) et Guillaume Tranchant (Gringe).
| 1.    | 14h58 - Casseurs Flowters Opening (feat. Mote Aoki)      | Édouard Ardan      | 1:44 |
| 2.    | 15h02 - Regarde comme il fait beau (dehors) (feat. Izïa) | Fred Savio, Skread | 3:24 |
| 3.    | 15h45 - Stupide ¡ Stupide ¡ Stupide ¡                    | Skread             | 4:16 |
| 4.    | 16h00 - Tu m'dois d'l'oseille (feat. Ablaye)             | Skread             | 2:17 |
| 5.    | 16h22 - Deux connards dans un abribus                    | Vizioz             | 4:34 |
| 6.    | 17h04 - Prends des pièces                                | Skread             | 3:43 |
| 7.    | 18h30 - Bloqué                                           | Skread             | 3:49 |
| 8.    | 19h26 - La Mort du disque                                | Orelsan            | 2:42 |
| 9.    | 20h08 - Dans la place pour être                          | Skread             | 3:25 |
| 10.   | 20h13 - La Nouvelle Paire                                | DJ Pone, Didaï     | 5:28 |
| 11.   | 22h31 - Fais les backs                                   | Skread             | 3:04 |
| 12.   | 01h14 - Couplet de Claude (Interlude)                    | Diamond Deuklo     | 2:08 |
| 13.   | 01h16 - Les Putes et moi (feat. Julie-Marie Petit)       | Vizioz, Skread     | 6:19 |
| 14.   | 01h25 - Johnny Galoche (feat. Julie-Marie Petit)         | Skread             | 1:56 |
| 15.   | 01h47 - Change de pote (feat. Izïa & Mai Lan)            | Skread             | 3:10 |
| 16.   | 03h53 - Manger c'est tricher                             | Orelsan, Skread    | 4:24 |
| 17.   | 04h41 - Greenje et Orselane                              | Skread             | 3:33 |
| 18.   | 06h16 - Des histoires à raconter                         | Skread             | 6:44 |
| 66:38 |                                                          |                    |      |

| 19. | Vizioz | Vizioz | 3:34 |

Crédits de samples : 
- 03h53 - Manger c'est tricher contient des samples d'Anxiety Montage de Carl W. Stalling[92].

### Clips
| Titre                      | Réalisateur       | Date de sortie   |
| -------------------------- | ----------------- | ---------------- |
| Bloqué                     | David Tomaszewski | 3 juillet 2013   |
| La Mort du disque          | Clément Cotentin  | 4 novembre 2013  |
| Regarde comme il fait beau | ?                 | 20 décembre 2013 |
| Fais les backs             | David Tomaszewski | 24 mars 2014     |
| Change de pote             | Jiwee et Orelsan  | 26 juin 2014     |
| Des histoires à raconter   | Greg et Lio       | 12 décembre 2014 |

### Crédits
Les informations mentionnées dans cette section peuvent être confirmées par la base de données Discogs.
- David Tomaszewski : directeur artistique, illustration
- Guillaume Le Grontec : directeur de la photographie
- Martin Lanot : ingénieur du son
- Ablaye : coproducteur exécutif, voix (4)
- Skread : coproducteur exécutif, réalisateur artistique (2-4, 7, 9, 13-18)
- Raf : illustration
- Jean-Pierre Chalbos : mastering
- Alexandre Poirier : design sonore
- Édouard Ardan : réalisateur artistique (1, 6) et guitare (1, 6, 15)
- Mote Aoki : voix (1)
- Orelsan : voix et paroles (1-19), réalisateur artistique (8, 16)
- Gringe : voix et paroles (1-19)
- Vincent Forgue : mixage (1, 4-5, 13-14, 16-17)
- Fred Savio : réalisateur artistique (2)
- Izïa Higelin : voix (2, 15)
- David Soudan : mixage (2-3, 6-11, 15)
- Ablaye : voix (4)
- Vizioz : réalisateur artistique (5, 13, 19)
- Clément Cotentin : voix (6)
- Seydou Doukouré : voix (6)
- DJ Pone : coréalisateur artistique (10), scratch (11)
- Didaï : coréalisateur artistique (10)
- Claude Urbitztondo-Llarch / Diamond Deuklo : voix et réalisateur artistique (12)
- Julie-Marie Petit : voix (13-14)
- Mai Lan : voix (15)
- Redouanne Harjane : voix (16, 17)
- Frédéric Curier : mixage (18)

Quelques collaborateurs de l'album
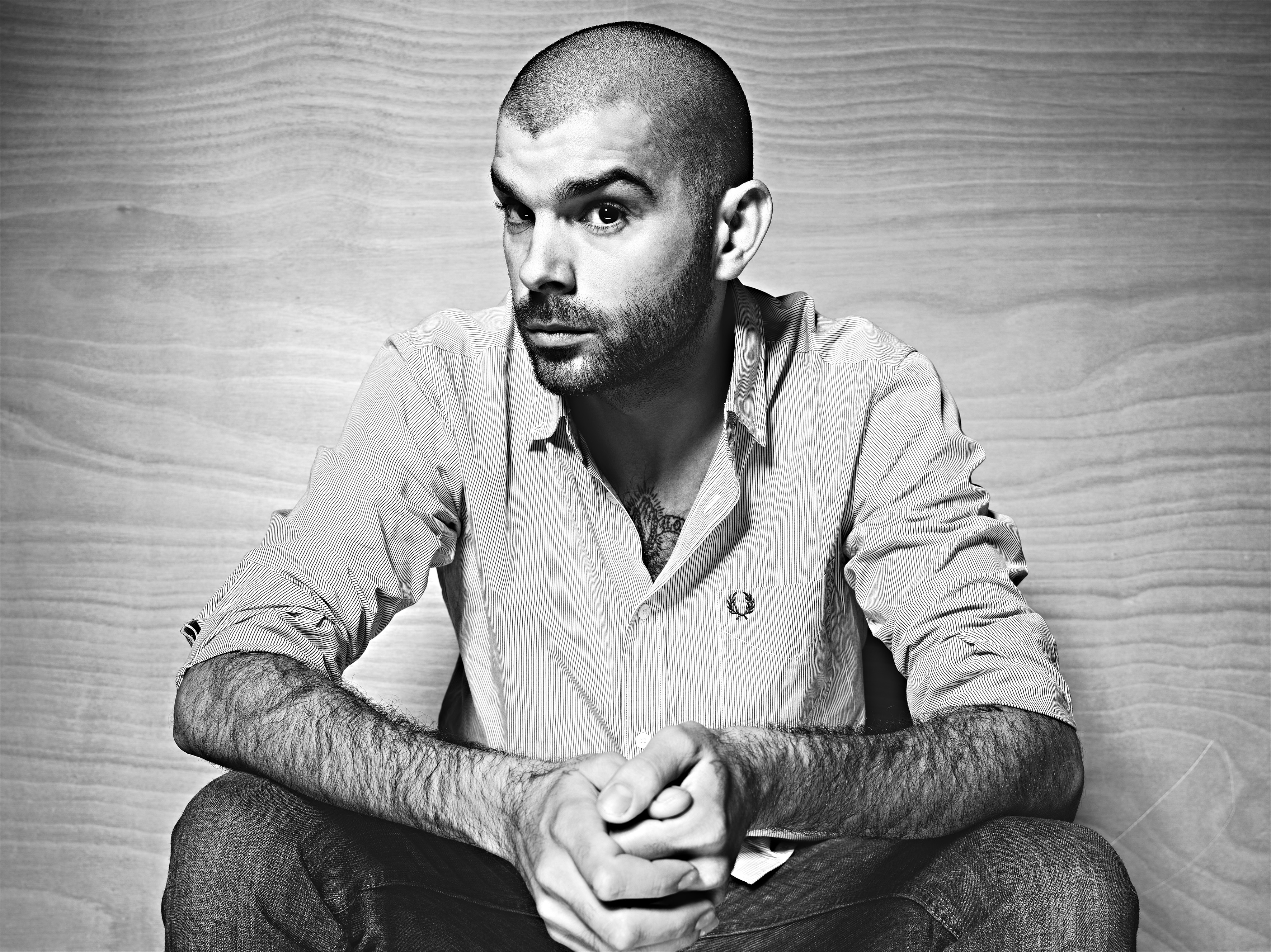
DJ Pone (en 2011).
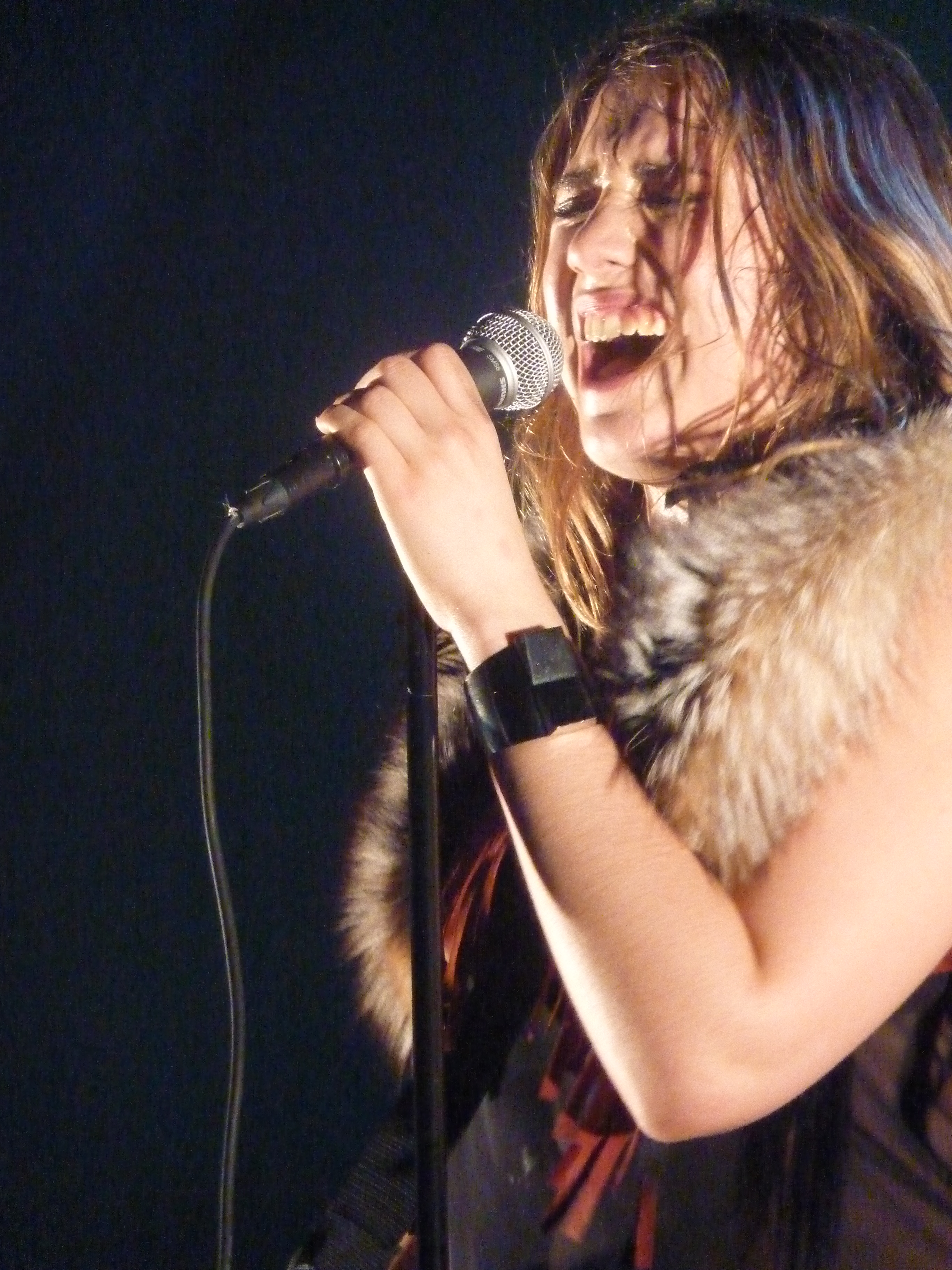
Izïa Higelin (en 2012).
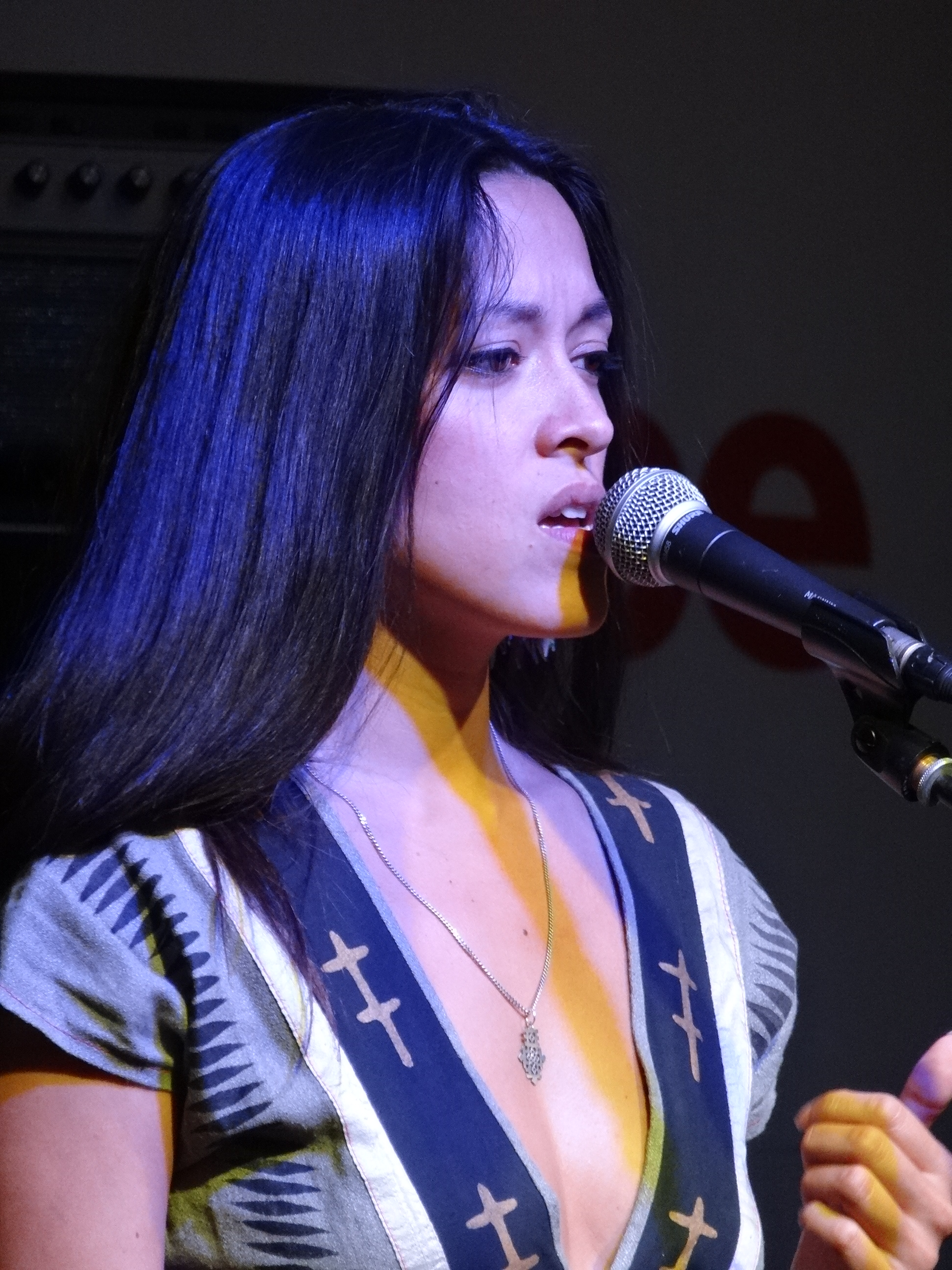
Mai Lan (en 2012).
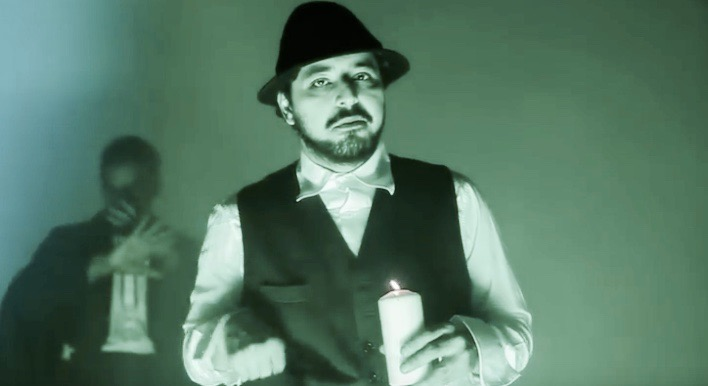
Redouanne Harjane.